# Eriaqi
Eriaqi fou el nom urartià d'una regió situada al nord de l'Araxes, entre els llacs Txaldir i Sevan. Entre aquesta regió i el riu Araxes encara hi havia la regió d'Etiuni. Al sud del riu la regió de Liquiuni va ésser regida per una dinastia que probablement era originària d'aquesta regió (s'anomenava Iriuaqui o Iriuka).
Cap al 750 aC el rei d'Urartu Sarduri II hi va fer una campanya militar.